# Veena Sud
Veena Cabreros Sud (* 25. Juni 1967 in Toronto, Kanada) ist eine US-amerikanische Filmproduzentin, Drehbuchautorin, Filmregisseurin und Essayistin.

## Leben
Veena Cabreros Sud ist philippinischer, hinduistischer und indianischer Abstammung. Sie wuchs in Ohio auf. Sie studierte Politikwissenschaft, Frauenstudien und Film an der Columbia University, wo sie 1989 ihren Abschluss mit einem Bachelor machte. 1999 machte sie ihren Master im Filmprogramm der New York University. Nachdem sie von 2003 bis 2007 für die Krimiserie Cold Case – Kein Opfer ist je vergessen 16 Episoden geschrieben und an insgesamt 23 Episoden als Storyeditor gearbeitet hatte, wurde im Jahr 2010 die von ihr produzierte Krimiserie The Killing auf dem Fernsehsender AMC ausgestrahlt. Die Fernsehserie ist ein US-amerikanisches Remake der dänischen Krimiserie Kommissarin Lund – Das Verbrechen. 2018 inszenierte sie mit The Lie eine Neuverfilmung des deutschen Films Wir Monster (2015).

## Filmografie (Auswahl)
- 1995: Sisters N Brothers[1]
- 1996: Stretchmark
- 1997: Family Day[1]
- 1997: Rain[1]
- 1999: One Night
- 2003–2007: Cold Case – Kein Opfer ist je vergessen (Cold Case, Fernsehserie, 16 Folgen Drehbuch, 23 Folgen Storyeditor)
- 2010–2014: The Killing (Fernsehserie)
- 2016: The Salton Sea (Produzentin, Regisseurin, Drehbuch)
- 2018: Seven Seconds (Fernsehserie)
- 2018: The Lie (Regie, Drehbuch)